# Ducele Petru Alexandrovici de Oldenburg
Petru Alexandrovici de Oldenburg (Peter Friedrich Georg; 21 noiembrie 1868 – 11 martie 1924) a fost primul soț al Marii Ducese Olga Alexandrovna a Rusiei, sora mai mică a Țarului Nicolae al II-lea al Rusiei.

## Tinerețe
S-a născut la Sankt Petersburg și a fost singurul copil al Ducelui Alexandru Petrovici de Oldenburg (1844–1932) și a Prințesei Eugenia Maximilianovna de Leuchtenberg (1845–1925). Mama lui era nepoata Țarului Nicolae I al Rusiei prin fiica lui Nicolae, Marea Ducesă Maria Nicolaevna. Tatăl lui era strănepot al Țarului Paul I al Rusiei prin bunica paternă Marea Ducesă Ecaterina Pavlovna a Rusiei. În familie i se spunea "Petya".

## Căsătorie
În 1900 a început s-o însoțească la teatru și operă pe Marea Ducesă Olga Alexandrovna care avea 18 ani și era fiica cea mică a Țarului Alexandru al III-lea al Rusiei. Cererea lui în căsătorie petrecută anul următor a surprins-o pe Olga care mai târziu a explicat "Am fost atât de surprinsă că tot ce am putea spune a fost 'mulțumesc' ". Ea a presupus că Oldenburg a fost împins să facă cererea de către ambițioasa sa mamă. Poate Olga a acceptat cererea în căsătorie pentru a-și câștiga independența față de mama sa sau pentru a evita o căsătorie cu o curte străină.
Căsătoria a fost anunțată în mai 1901 și a surprins pe mulți deoarece Petru nu manifesta nici un interes pentru femei. Împărăteasa mamă Maria Feodorovna (Dagmar a Danemarcei) i-a scris fiului ei Țarul Nicolae al II-lea: "Sunt sigură că n-o să CREZI ce s-a întâmplat. Olga s-a logodit cu PETYA și AMÂNDOI sunt foarte fericiți. A trebuit să consimt dar totul s-a petrecut atât de repede și de neașteptat încât încă nu cred."
La 9 august 1901 (stil nou) cei doi s-au căsătorit la Sankt Petersburg printr-o mare ceremonie la care au participat familia, miniștrii, ambasadorii străini și curtenii. Luna de miere au petrecut-o pe domeniul Oldenburg în apropiere de Voronezh însă atmosfera era tensionată din cauza cerții dintre Oldenburg și tatăl său în legătură cu jocurile de noroc. Oldenburg era un cunoscut jucător inveterat.
Căsătoria lor a rămas neconsumată, iar Oldenburg era considerat de familie și prieteni drept homosexual. La doi ani după căsătorie, Olga a întâlnit un ofițer de cavalerie de vârsta ei, Nikolai Kulikovski, de care s-a îndrăgostit. A cerut divorțul soțului ei însă acesta a refuzat. Totuși, Oldenburg l-a numit pe Kulikovski "aide-de-camp" și i-a permis să locuiască în reședința lui Oldenburg și a Marii Ducese.

## Anularea căsătoriei
La mijlocul Primului război Mondial, după ce au trăit separat doi ani, căsătoria dintre Oldenburg și Olga a fost anulată la 16 octombrie 1916. Olga s-a căsătorit cu Kulikovski luna următoare. După Revoluția rusă din 1917 Oldenburg și mama sa au reușit să scape din Rusia și să se stabilească în Franța.
S-a recăsătorit cu Olga Vladimirovna Ratkova-Rognova (1878–1929) la 3 mai 1922. Nu a avut copii din nici una dintre căsătorii. A murit la vârsta de 55 de ani în exil la Antibes, Franța.